# Carl Nordenflycht
Carl Nordenflycht, född 4 januari 1703, död 16 september 1766, var en svensk riksdagsledamot och kansliråd. 
Han var son till kammarskrivaren Anders Andersson Nordbohm (adlad Nordenflycht) och bror till författarinnan Hedvig Charlotta Nordenflycht.
Nordenflycht studerade vid Uppsala universitet. Han arbetade efter studierna som kanslist i Kammarkollegium och Riksarkivet. 1725 blev han sekreterare hos diplomaten Joakim Fredrik Preis. Han påbörjade sin långa karriär inom Kanslikollegium 1731, och blev år 1755 tilldelad Serafimerordens härold.
Vid riksdagen 1765–1766 var Nordenflycht en av femton ledamöter i den stora deputationens tredje utskott som utredde frågan om tryckfrihet. Nordenflycht var en av representanterna för adeln i utskottet. Han hade bakom sig en lång karriär i Kanslikollegium, det organ som hade inseende över censuren, och han var motståndare till att införa tryckfrihet. 
Nordenflycht dog i september 1766, strax innan det tredje utskottets arbete ändå ledde fram till införandet av 1766 års tryckfrihetsförordning.